# Аллен (Мічиган)
Аллен (англ. Allen) — селище (англ. village) в США, в окрузі Гіллсдейл штату Мічиган. Населення — 201 особа (2020).

## Географія
Аллен розташований за координатами 41°57′29″ пн. ш. 84°46′5″ зх. д. / 41.95806° пн. ш. 84.76806° зх. д. (41.958193, -84.768166).  За даними Бюро перепису населення США в 2010 році селище мало площу 0,40 км², уся площа — суходіл. В 2017 році площа становила 0,45 км², уся площа — суходіл.

## Демографія
Згідно з переписом 2010 року, у селищі мешкала 191 особа в 80 домогосподарствах у складі 51 родини. Густота населення становила 476 осіб/км².  Було 94 помешкання (234/км²).
Расовий склад населення:
| - 97,9 % — білих - 1,0 % — азіатів |

До двох чи більше рас належало 1,0 %. Частка іспаномовних становила 0,0 % від усіх жителів.
За віковим діапазоном населення розподілялося таким чином: 19,4 % — особи молодші 18 років, 56,5 % — особи у віці 18—64 років, 24,1 % — особи у віці 65 років та старші. Медіана віку мешканця становила 45,8 року. На 100 осіб жіночої статі у селищі припадало 99,0 чоловіків;  на 100 жінок у віці від 18 років та старших — 83,3 чоловіків також старших 18 років.
Середній дохід на одне домашнє господарство  становив 47 912 долари США (медіана — 45 000), а середній дохід на одну сім'ю — 51 991 долар (медіана — 51 250). За межею бідності перебувало 18,5 % осіб, у тому числі 42,9 % дітей у віці до 18 років та 5,3 % осіб у віці 65 років та старших.
Цивільне працевлаштоване населення становило 120 осіб. Основні галузі зайнятості: виробництво — 31,7 %, роздрібна торгівля — 19,2 %, освіта, охорона здоров'я та соціальна допомога — 14,2 %.